# Corticeus bicoloroides
Corticeus bicoloroides är en skalbaggsart som först beskrevs av Jan Roubal 1933.  Corticeus bicoloroides ingår i släktet Corticeus, och familjen svartbaggar. Arten har ej påträffats i Sverige.